# Drepananthus lucidus
Drepananthus lucidus là loài thực vật có hoa thuộc họ Na. Loài này được Friedrich Ludwig Emil Diels mô tả khoa học đầu tiên năm 1929 dưới danh pháp Cyathocalyx lucidus. Năm 2010 Surveswaran S. et al. chuyển nó sang chi Drepananthus.

## Phân bố
Papua New Guinea.